# Elbio Rodríguez Barilari
Elbio Rodríguez Barilari (* 1953 in Montevideo) ist ein uruguayischer Komponist, Musiker, Musikpädagoge und Schriftsteller, der seit 1998 in den USA lebt.

## Leben
Barilari studierte von 1974 bis 1978 an der Escuela Universitaria de Música der Universidad de la República und nahm daneben privaten Unterricht bei Coriún Aharonián, Graciela Paraskevaídis und Héctor Tosar. Er setzte seine Ausbildung in Brasilien bei den Cursos Latinoamericanos de Música Contemporáne bei Eduardo Bertola, Hans-Joachim Koellreutter, Gilberto Mendes, Joaquín Orellana und Conrado Silva fort. 1984 kam er auf Einladung des Deutschen Musikrates nach Deutschland und studierte dort weiter bei Milko Kelemen, Helmut Lachenmann und Dieter Schnebel. Außerdem besuchte er während seines Europaaufenthaltes auch Kurse von Luciano Berio, Konrad Boehmer, Otto Donner und Misha Mengelberg. 
Als Klarinettist und Saxophonist spielte Barilari in den 1990er Jahren in verschiedenen Blues-, Jazz- und Rockbands, u. a. im Hot Club Jazz Ensemble, der Kakums Big Band und im Trio Sagittarius. Von 1994 bis 1998 leitete er das Barilari Quinteto, außerdem das Avantgarde-Ensemble La Banda Oriental. Mit seiner Bluesband Planeta Blues unternahm er eine Europatournee und nahm eine CD auf. 
Seit 1998 lebt Barilari in den USA. Dort unterrichtete er an der University of Chicago und am Instituto Cervantes, später an der University of Illinois at Chicago. 2002 komponierte er ein Bandoneonkonzert für das Grant Park Music Festival, zu dessen regelmäßigen Mitarbeitern er seither gehört. Das Grant Park Orchestra spielte 2006 unter Leitung Carlos Kalmar die Uraufführung seiner Komposition Canyengue im Millennium Park. Im gleichen Jahr organisierte Barlilari ein Orchester mit traditionellen lateinamerikanischen Instrumenten für eine Aufführung von Ariel Ramírez’ Misa Criolla bei dem Festival. Seit 2005 ist er künstlerischer Leiter des Latino Music Festival in Chicago. Für die Aufführung traditioneller Musik verschiedener Kulturen gründete er in Chicago außerdem das Ensemble Global Warming.
In Uruguay wirkte Barilari von 1995 bis 1997 als Berater des Ministerio de Educación y Cultura und Delegierter der Kultursektion von Mercosur. Ab 2001 gehörte er dem Community Advisory Council, ab 2005 dem Programming Committee des Chicago Symphony Orchestra an. Außer vom Grant Park Music Festival erhielt er Kompositionsaufträge u. a. vom Ensemble Concertante di Chicago, dem Chicago Composer Forum, dem Orquesta Filarmonica de Montevideo, den Pianisten Maria João Pires und Marcel Worms und dem Gitarristen Eduardo Fernández. Seine Los Cantos für Sopran, Chor und Orchester wurden 2007 zum 50. Jahrestag der Gründung des Chicago Children’s Choir am Civic Opera House in Chicago mit der Sopranistin Jonita Lattimore, dem Lyric Opera Orchestra und dem Chicago Children’s Choir unter Leitung von Josephine Lee uraufgeführt. 2006 fand beim Ravinia Festival die Uraufführung seiner Lincolniana nach Texten von Carl Sandburg und Walt Whitman mit dem Jazztrompeter Orbert Davis, Henry Godinez, Schauspieler und Direktor am Goodman-Theatere, und dem Ondas Ensemble statt. Das Goodman Theatre gab 2010 unter Leitung von Carmen Helena Téllez und in der Regie von Henry Godínez die Uraufführung seiner Oper The Tenth Muse.
1987 veröffentlichte Barilari den Roman Lugares Comunes. Außerdem veröffentlichte er vier Bände mit Kurzgeschichten (Posibles Versiones, 1985; Fuera de la Nada, 1986; Alarmas y Excursiones, 1990; La Mitad del Infinito, 1994) und in Zusammenarbeit mit Juan Capagorry Aquí se canta (1982), ein Buch über Folkmusik in Uruguay. Für El País arbeitete er von 1977 bis 1998 als Musikkritiker, ab 1988 auch als Kolumnist. In Chicago war er von 1999 bis 2005 Chefredakteur der Zeitschrift La Raza und leitet seit 1999 das zweisprachige Kulturmagazin Arena Cultural.

## Werke
- Tangata für großes Orchester, 1994
- Baroque Concerto für Oboe und Streichorchester, 1997
- Concerto für Bandoneon und kleines Orchester, 2002
- Alturas de Machu Picchu für Orchester, 2004
- Canyengue Grosso für großes Orchester, 2005
- Otro tiempo, otro espacio, Streichquartett, 1982
- Three Pieces für Gitarre, 1983
- Canyengue für Flöte, Klarinette, Violine, Cello, Klavier und Perkussion
- Luna de plata für Klavier, 2000
- Three Piano Pieces, 2001
- Atlantic Pieces für Klavier, 2002
- Los Cantos für Sopran, Chor und Orchester, 2007
- Lincolniana, (Texte von Carl Sandburg und Walt Whitman), 2008
- The Tenth Muse, Oper, 2010